# موسیقی در سومالی
موسیقی سومالی بیشتر موسیقی اجدادی مناطق سومالی است. موسیقی سومالی به‌طور معمول دارای ۵ نت در هر اکتاو است که این برخلاف ۷ نت در هر اکتاو است که مقیاس معمول موسیقی است. این موسیقی برای گوش نا آشنا به موسیقی سومالی در وهله اول شباهت به مناطق نزدیک مثل اتیوپی و شبه جزیره عربستان دارد.